# 日本基督教団指宿教会
日本基督教団 指宿教会（にほんきりすときょうだん いぶすききょうかい）は、鹿児島県指宿市にある日本基督教団の教会である。
　指宿教会の源流は上海YMCA総主事であった島津岬牧師と上海日本基督教会のあった川添木浴、有澤馨、村井美喜雄の4人が1946年2月に島津牧師70歳の祝いに集まったことから始まる。川添、有澤、村井3人は引き揚げ後それぞれの地へ赴いたが、指宿の地に導かれ集まりキリスト教伝道に励む。1948年2月5日、島津岬牧師を迎え本格的に指宿での伝道がすすみ、遂に1948年3月28日に創立の時を迎える。

## 牧師
島津岬　　（しまづみさき）牧師 1948年 4月～1965年 3月、名誉牧師 1965年 4月～1975年 1月
村井美喜雄（むらい　みきお） 篤志伝道者 1957年 4月～1985年 3月
　　副牧師 1962年11月～1965年 3月
　　牧師 1965年 4月～1985年 3月、名誉牧師 1985年4月～1990年 2月
雨宮恵二　（あめみやけいじ）　副牧師 1977年 4月～1985年 3月
今野善郎　（こんのよしろう）　　牧師 1985年 4月～1991年 3月
高森茂光　（たかもりしげみつ）　牧師 1991年 4月～1998年 3月
柳本秀良　（やなぎもとひでよし）牧師 1998年 4月～2005年 3月
伊藤嘉朗　（いとうよしろう）　　牧師 2005年 4月～2010年11月
日下部遣志（くさかべけんじ）　代務者 2010年11月～2011年 3月
坂田茂　　（さかたしげる）　　　牧師 2011年4月～　現在